# Bambusmyg
Bambusmyg (Psilorhamphus guttatus) är en fågel i familjen tapakuler inom ordningen tättingar.

## Utseende
Bambusmygen är en udda liten fågel med tunn näbb och rätt lång stjärt. Hanen är fläckat grå på huvud, rygg, och bröst, medan den är brun på stjärt, övergump och buk, den senare något tvärbandad. Honan liknar hanen men är brunare. 

## Utbredning och systematik
Fågeln förekommer från sydöstra Brasilien (Minas Gerais) till nordöstra Argentina och sydöstra Paraguay. Den placeras som enda art i släktet Psilorhamphus. 

## Levnadssätt
Bambusmygen hittas i fuktiga skogar och ungskog, som namnet avslöjar i stånd av bambu. Där kan den vara mycket svår att få syn på.

## Status och hot
Arten har ett stort utbredningsområde, men tros minska i antal, dock inte tillräckligt kraftigt för att den ska betraktas som hotad. Internationella naturvårdsunionen IUCN listar arten som livskraftig (LC).